# Periscepsia lindneri
Periscepsia lindneri là một loài ruồi trong họ Tachinidae.